# Karl Baldestam
Karl Josef Emanuel Baldestam, född 18 december 1909 i Karlshamn, död 1975, var en svensk frisör, orkesterledare och konstnär.
Han var son till stuveriarbetaren John Olsson och Bertha Bengtsson och från 1933 gift med Asta Bergqvist. Baldestam studerade vid Skånska målarskolan i Malmö 1947 och genom självstudier i bland annat Danmark. Separat ställde han ut första gången i Ljungby 1940 den utställningen följdes av en rad separatutställningar i Småland. Han blev inbjuden att medverka i den danska konstnärsgruppen Fluesvampens utställning på Ålborgs museum 1949. Hans konst består av modellstudier, figurer, porträtt, gatumotiv och landskapsmålningar från Skåne och Blekinge.